# Tetronarce formosa
Tetronarce formosa (лат.) — вид скатов из семейства гнюсовых отряда электрических скатов. Это хрящевые рыбы, ведущие донный образ жизни, с крупными, уплощёнными грудными и брюшными плавниками, образующими диск, коротким и толстым хвостом, двумя спинными плавниками и хорошо развитым хвостовым плавником. Подобно прочим представителям своего семейства они могут генерировать электрический ток. Являются эндемиками северо-восточного побережья острова Тайвань, встречаются на глубине до 300 м. Максимальная зарегистрированная длина 62,2 см. Окраска серовато-коричневого цвета без отметин. Размножаются яйцеживорождением. Не представляют интереса для коммерческого рыболовства. 

## Таксономия
Впервые вид был научно описан в 2006 году под названием Torpedo formosa.  Голотип представляет собой неполовозрелого самца длиной 33,2 см, найденного на рыбном рынке на Тайване. Паратипы: самка длиной 24,1 см и неполовозрелый самец длиной 24,3 см, найденные там же. Видовое название присвоен по географическому месту обнаружения голотипа. Возможно у этого вида более обширный ареал, однако его легко спутать с прочими гнюсами. Ранее его ошибочно определяли как чёрного электрического ската (Tetronarce nobiliana, или Torpedo nobiliana).

## Ареал
Tetronarce formosa являются эндемиками северо-восточного побережья острова Тайвань. Они встречаются на глубине от до 300 м. 

## Описание
Грудные плавники этих скатов формируют овальный диск, ширина которого превышает длину. По обе стороны головы сквозь кожу проглядывают электрические парные органы в форме почек. Позади глаз расположены брызгальца. На нижней стороне диска расположены пять пар жаберных щелей.
Хвост короткий и толстый, оканчивается широким хвостовым плавником треугольной формы. Первый спинной плавник больше второго, оба сдвинуты к хвосту. Кожа лишена чешуи. Окраска дорсальной поверхности ровного серо-коричневого цвета. Максимальная зарегистрированная длина 62,2 см.

## Биология
Биология этих скатов слабо изучена. Для защиты и, вероятно, нападения, они способны генерировать электричество. Они размножаются яйцеживорождением, подобно прочим электрическим скатам. Самцы и самки достигают половой зрелости при длине 28—40 см. 

## Взаимодействие с человеком
Эти скаты не представляют интереса для коммерческого рыболовства. В качестве прилова они попадаются при коммерческом промысле. Известные на сегодняшний день экземпляры были обнаружены на рыбном рынке Тайваня. Международный союз охраны природы присвоил виду охранный статус «Близкий к уязвимому положению».